# 亀山鉄道部
亀山鉄道部（かめやまてつどうぶ）とは、三重県亀山市御幸町にあった西日本旅客鉄道（JR西日本）の鉄道部であった。
2023年現在は、吹田総合車両所京都支所亀山派出所、かめやま運転区となっている。
本項では、亀山機関区および亀山運転区、亀山鉄道部の歴史についても記述する。

## 概要
ローカル線の活性化と効率的な鉄道運営ができるように1990年6月1日から鉄道部制度を導入し、関西本線の閑散区間である亀山駅（構内の一部を除く） - 加茂駅（構内を除く）間は亀山鉄道部が運営するように改められた。
亀山駅構内（駅西方）にあり、近畿統括本部が管轄していた。敷地面積は約26,000m2。

## 配置車両の車体に記される略号
所属組織の略号と、亀山の電報略号である「カメ」から構成されている。国鉄時代は天王寺鉄道管理局に属したため、「天カメ」としていた。
亀山鉄道部発足後は、近畿圏運行本部を表す「近」と組み合わせた「近カメ」で、その後の組織改正により本社直轄を表す「本カメ」となり、1993年6月に大阪支社が発足して大阪支社を表す「大カメ」を経て、2010年12月1日の組織改正により近畿統括本部を表す「近」と組み合わせて「近カメ」となった。

## 配置車両
2021年4月1日時点の配置車両は、キハ120形気動車のみで、0番台8両と300番台6両の合計14両が配置されていた。関西本線（亀山駅 - 加茂駅間）で運用されていたが、2001年3月の改正までは奈良駅までの定期運用もあった。
車両基地は亀山駅構内に設けられていた。7日以内に行う仕業検査と90日以内に行う交番検査を実施する。重要部検査や全般検査はDD51形に牽引（けんいん）され、兵庫県揖保郡太子町にある網干総合車両所（時折、後藤総合車両所）で行われる。施工が進んでいる、体質改善更新工事は、DD51形ディーゼル機関車で鳥取県米子市にある後藤総合車両所まで牽引され、施工された。

### 2020年以前の配置車両
日本国有鉄道時代は天王寺鉄道管理局亀山機関区として蒸気機関車なども配置されていた。当時の略称は「天カメ」であった。蒸気機関車庫は現存するが、すでに線路は撤去され、中は何もない。このほか亀山機関区時代の名残である転車台や給水塔が使われていないものの現存する。

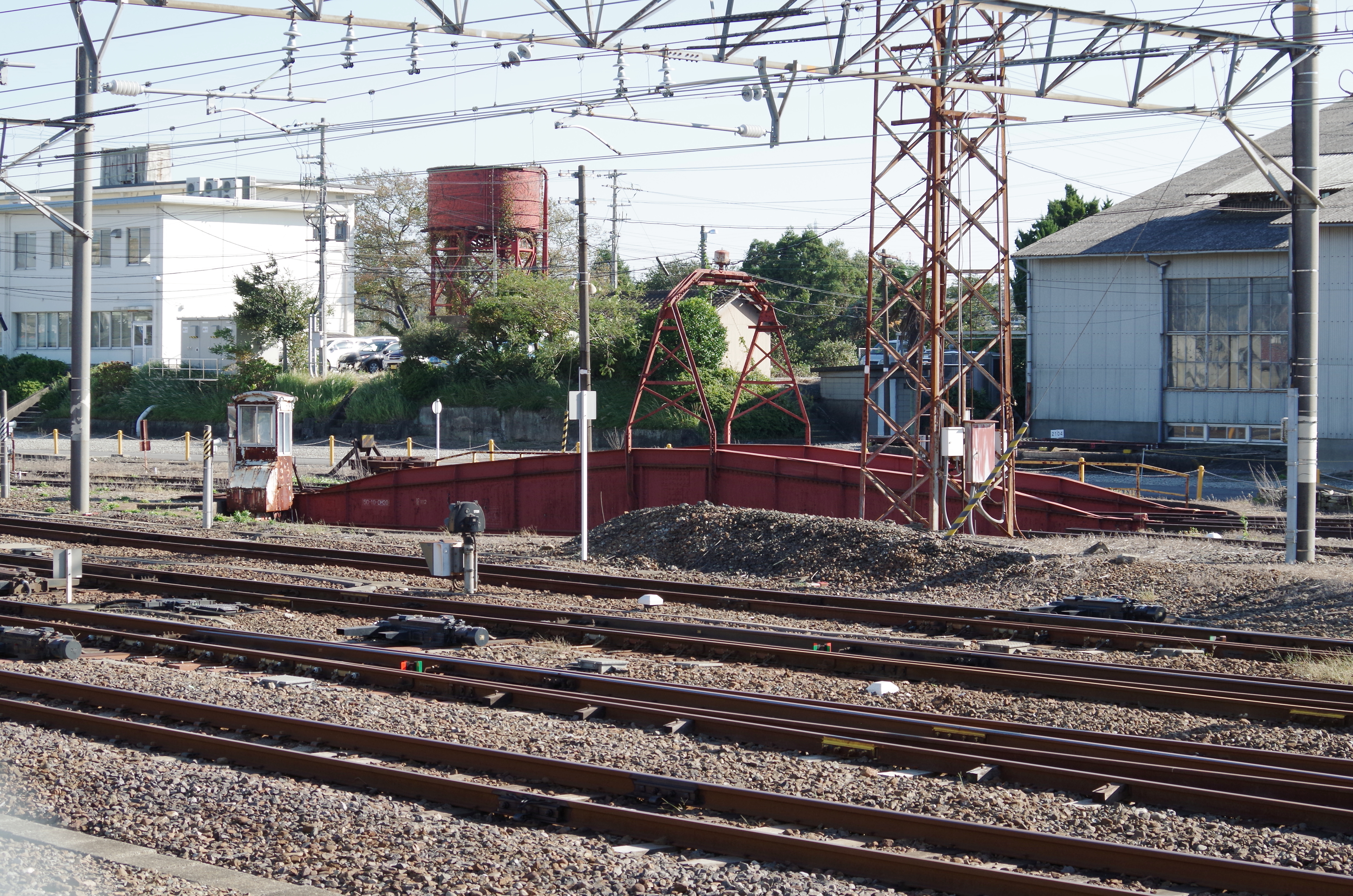
亀山鉄道部に残る転車台

- ディーゼル機関車
  - DD13形
  - DD51形
  - DE10形
  - DF50形
- 気動車
  - キハ16形・キハ17形
  - キハ20形
  - キハ30形・キハ35形・キハ36形
  - キハ28形・キハ58形
  - キハ40形・キハ47形
  - キハ53形
  - キハ55系

## 乗務範囲
晩年は亀山駅 - 加茂駅間のみを担当していたが、かつて運行されていた急行「かすが」では加茂駅以西の運転の他、車掌業務も行い、奈良駅まで乗務していた。

## 歴史
25‰の急こう配が連続する加太越に対応するために亀山機関庫として開設された。国鉄時代の最盛期には客貨車区・保線区・車掌区なども併設され、亀山駅に勤務する職員は1,000人弱に上った。

### 年表
- 1896年（明治29年）7月31日：関西鉄道亀山機関庫が発足[6]。
- 1907年（明治40年）10月1日：関西鉄道の国有化により官設鉄道亀山機関庫となる。
- 1936年（昭和11年）9月1日：亀山機関区に改称。
- 1982年（昭和57年）5月17日：関西本線（名古屋 - 亀山）が電化。それに合わせて構内に電車留置線を2線（有効長150m）設置[7]。
- 1986年（昭和61年）11月1日：竜華客貨車区亀山支区を統合[8]。
- 1987年（昭和62年）
  - 3月1日：国鉄分割民営化を控え、亀山機関区が亀山運転区に改称[9]。亀山機関区柘植支区は亀山運転区柘植支区になる[9]。
  - 4月1日：国鉄分割民営化に伴い、西日本旅客鉄道（JR西日本）に継承され、近畿圏運行本部の管轄になる。
- 1990年（平成2年）6月1日：鉄道部制度に伴い、第1次鉄道部として発足[10]。亀山運転区を亀山鉄道部に編入し、柘植支区は京都電車区に移管[11]。
- 1993年（平成5年）：不要となった線路を撤去[2]。
- 2021年（令和3年）7月1日：亀山鉄道部を廃止。乗務員区所はかめやま運転区[12]に、車両基地は吹田総合車両所京都支所亀山派出所[13]にそれぞれ改組。